# Енбекши (Жаркентская городская администрация)
Енбекши (каз. Еңбекші) — упразднённое село в Панфиловском районе Жетысуской области Казахстана. Входило в состав Жаркентской городской администрации. В 2009 году включено в состав города Жаркент.

## Население
В 1999 году население села составляло 7425 человек (3627 мужчин и 3798 женщин). По данным переписи 2009 года, в селе проживало 1294 человека (651 мужчина и 643 женщины)